# Maglione
Maglione là một đô thị ở tỉnh Torino trong vùng Piedmont, có vị trí cách khoảng 40 km về phía đông bắc của Torino. Tại thời điểm ngày 31 tháng 12 năm 2004, đô thị này có dân số 497 người và diện tích là 6,2 km².
Maglione giáp các đô thị: Borgo d'Ale, Borgomasino, và Moncrivello.